# 拉罗谢尔城市公共交通
拉罗谢尔城市公共交通（法語：Transports en commun de La Rochelle）是法国西部城市拉罗谢尔（法語：La Rochelle）的城市公共交通系统，其商业名称为"yélo"。

## 历史
1901~1929年间，拉罗谢尔市区曾拥有有轨电车线路网，后因私家车的兴起而退出运营。
1960年，拉罗谢尔公交公司成立，至1969年已有52辆公共汽车。1996年，夜间线路开始运营。1997年，拉罗谢尔公交公司改建为拉罗谢尔城市公共交通集团，成为法国公共工商业法人。2009年，"Yélo"成为了拉罗谢尔城市公共交通的商标。

## 组织
拉罗谢尔城市公共交通的拥有者为拉罗谢尔城市圈公共社区，由拉罗谢尔城市公共交通集团和法国交通发展集团（Transdev）共同管理，其中RTCR直接附属于拉罗谢尔城市圈公共社区，是拉罗谢尔城市公共交通的规划者，负责拉罗谢尔城市公共交通市区线路的运营，同时负责管理P+R综合停车场；而Transdev则负责拉罗谢尔城市公共交通郊区线路的运营，其下属的负责管理和运营租车服务（Yélo Mobile）、夜间出租（Yélo la nuit）、残疾人专车服务（Isigo）、市区货运（Elcidis）及海上摆渡船（和）。

## 财政
拉罗谢尔城市公共交通的财政管理由拉罗谢尔城市圈公共社区负责，其财政来源包括3部分：
- 地方财政支出，由拉罗谢尔城市圈公共社区（法语：Communauté d'agglomération de La Rochelle）自身负责。
- 交通财政转移（Versement du transport），其财政来源为企业财政征收（Prélèvement），征收对象为拉罗谢尔都市圈公共社区范围内的大型企业及单位。2017年，拉罗谢尔城市公共交通覆盖范围内的企业财政征收税额为1.7%[2]。
- 商业收入，即车票等。

拉罗谢尔城市公共交通系统尚未获得国家直接补助。
2017年，拉罗谢尔城市圈公共社区的总支出额为3.22亿欧元，其中在交通方面的支出约为3560万欧元，约占总支出的11%。

## 设施
截止2017年底，拉罗谢尔城市公共交通系统共有普通公共汽车线路15条、周日及节假日线路5条和校车线路数十条；共有70辆普通公共汽车、23辆铰链式公共汽车和14辆小型公共汽车，另有2条季节性线路和2条海上航运线路，共有公交卡发售网点54个。

## 票价
拉罗谢尔城市公共交通的车票系统包括两大类型：单次车票和公交卡。

### 单次车票
拉罗谢尔城市公共交通的单次车票为不记名的一次性纸质车票，包括单次卡和10次卡，可在公交车司机处购买。单次车票在插卡后一小时内可无限次换乘。

### 公交卡
拉罗谢尔的公交卡包含多种类型，包括公共卡（所有人均可办理和使用）、学生卡、老年卡等，办理时需实名登记并出示相关证件。普通的公交卡可在指定的时间段内无限次乘坐拉罗谢尔城市公共交通下属的所有线路。